# So This Is Harris!
So This Is Harris! – amerykański film krótkometrażowy z 1933 roku w reżyserii Marka Sandricha.

## Nagrody
| Nazwa nagrody | Wygrane                                                 | Nominacje    |
| ------------- | ------------------------------------------------------- | ------------ |
| Oscar         | 1934 Najlepszy komediowy film krótkometrażowy Lou Brock | 1934 wygrana |